# Laverton
Laverton és una ciutat de la regió de Goldfields, a Austràlia Occidental, i el centre administratiu de la Comarca de Laverton.
La ciutat de Laverton es troba a l'extrem occidental del Gran desert de Victòria, a 957 quilòmetres al nord-est de la capital de l'estat, Perth, a una altitud de 461 metres.

## Demogràfia
Segons el cens del 2021, a Laverton hi ha 907 habitants, dels quals 588 són homes i 323 dones.
El 26,4% de la població és d'ascendència aborigen australiana, el 20,6% anglesa, el 14,6% australiana, 4,5% escocesa i el 4,3% irlandesa.
Respecte a afiliacions religioses, el 40,5% no és religiós, el 8,3% és catòlic, el 6,5% és de l'església de crist i el 4,1% anglicà.

## Història
La zona desèrtica al voltant de Laverton havia estat habitada per gent del grup aborigen Wangkathaa durant milers d'anys.
Alguns dels primers exploradors que van viatjar per l'àrea de Laverton, van ser John Forrest i Ludwig Leichhardt. L'or es va descobrir a la zona de la bandera britànica el 1896 i molts buscadors i miners es van traslladar a la zona. Entre ells, el doctor Charles Laver, el qual va ser el metge de la ciutat, i es va convertir en un entusiasta defensor i promotor de la regió, portant nous inversors.
Charles Laver estava treballant com a metge a Coolgardie quan va conèixer a Tom Potts, George McOrmish i Harry Dennis, els quals havien descobert or en un jaciment miner (l'actual Laverton) que van anomenar British Flag. Laver estava tan entusiasmat que va anar en bicicleta de Coolgardie a Laverton, on va trobar 600 unces d'or. Llavors va prometre a Potts, McOrmish i Dennis que viatjaria a Gran Bretanya i trobaria inversors.
John Forrest, el primer ministre d'Austràlia Occidental i la gent que vivia a British Flag (la mina i l'assentament abans del canvi de nom) van acordar que la nova ciutat s'hauria de batejar Laverton en honor a Charles Laver.
El 1904 va arribar el ferrocarril que anava de Malcolm a Laverton. El 1957 es va utilitzar per últim cop aquesta línia de ferrocarril i el 1960 es va tancar definitivament.
A principis de la dècada de 1960, la ciutat estava en declivi a causa del baix preu de l'or, que només costava 60 dòlars l'unça. El 1968 gràcies a la prospecció de Ken Shirley, es van trobar unes roques de la zona de Windarra que contenien níquel, a 24 km a l'oest de la ciutat. El 1969 es va començar a perforar la zona per extreure el níquel. L'extracció va ser desenvolupada per Western Mining Corporation, la qual va extreure níquel del 1974 al 1991. El 1994, quan l'operació va cessar, la corporació va gastar més de 4 milions de dòlars en rehabilitar l'àrea de la mina i establir el Windarra Heritage Trail.
Actualment, Laverton s'ha convertit en el punt d'inici occidental per a la conducció en 4x4 a través del Gran Desert de Victòria fins a Ulurú i Alice Springs.

## Llocs d'interès

### The Great Beyond Visitor Centre
Aquest museu ofereix una visió general des de la prehistòria fins a l'actualitat de la zona, passant per les diferents epoques, com la història pastoral, el boom del níquel el 1969 o els exploradors de la zona.

### Laverton Aboriginal Art Gallery
Creada per mostrar, promoure i vendre art aborigen autèntic. Hi ha una àmplia gamma de pintures sobre tela, artefactes de fusta com didjeridú, bumerangs i altres articles de fusta artesanals i locals.

### Laverton Old Police Complex
Dins del recinte hi ha la casa original del sergent de policia, l'oficina i la presó, totes elles reformades. La casa està decorada amb mobles i objectes de 1899, quan la presó va ser traslladada.

### Estàtua de bronze del Dr. Charles Laver
Estàtua en honor al metge, defensor i promotor de la ciutat, la qual porta el nom en honor seu.

## Clima
Laverton té un clima semiàrid.
A Laverton, els estius són càlids, i els hiverns freds i amb vent. Al llarg de l'any, la temperatura acostuma a variar entre 6 °C i 25 °C i rarament està per sota dels 2 °C o per sobre dels 35 °C.
Durant la temporada càlida, que va de mitjans de desembre a mitjans de març, la temperatura màxima mitjana diària és superior a 23 °C. El mes més calorós de l'any és febrer, amb una mitjana màxima de 25 °C i una mínima de 15 °C.
Durant la temporada freda, que va de finals de maig a principi de setembre, la temperatura màxima mitjana diària és inferior a 16 °C. El mes més fred de l'any és juliol, amb una mitjana mínima de 6 °C i màxima de 13 °C.
El mes amb menys pluja és el març, amb una mitjana de 31 mil·límetres i el mes amb més pluja és octubre, amb una mitjana de 52 mil·límetres.

## Transport
A 2,8 km de Laverton es troba l'aeroport, els vols comercials de passatgers són operats per Skippers Aviation. Des d'aquest aeroport surten avions cap a Perth i Leonora.
Laverton és la ciutat més occidental de l'Outback Highway, una carretera que travessa el Territori del Nord fins a Winton, a l'interior de Queensland.

## Personatges il·lustres
- Hugh Guthrie: Polític que va ser membre del Partit Liberal de l'Assemblea Legislativa d'Austràlia Occidental de 1959 a 1971 i president de l'Assemblea Legislativa entre 1968 i 1971.
- Ron Leeson: Polític que va ser membre del Partit Laborista del Consell Legislatiu d'Austràlia Occidental de 1971 a 1983, representant la província del sud-est.
- May Lorna O'Brien: Educadora i escriptora. Va treballar per al Ministeri d'Educació d'Austràlia Occidental i la Branca d'Educació Aborigen

## Galeria

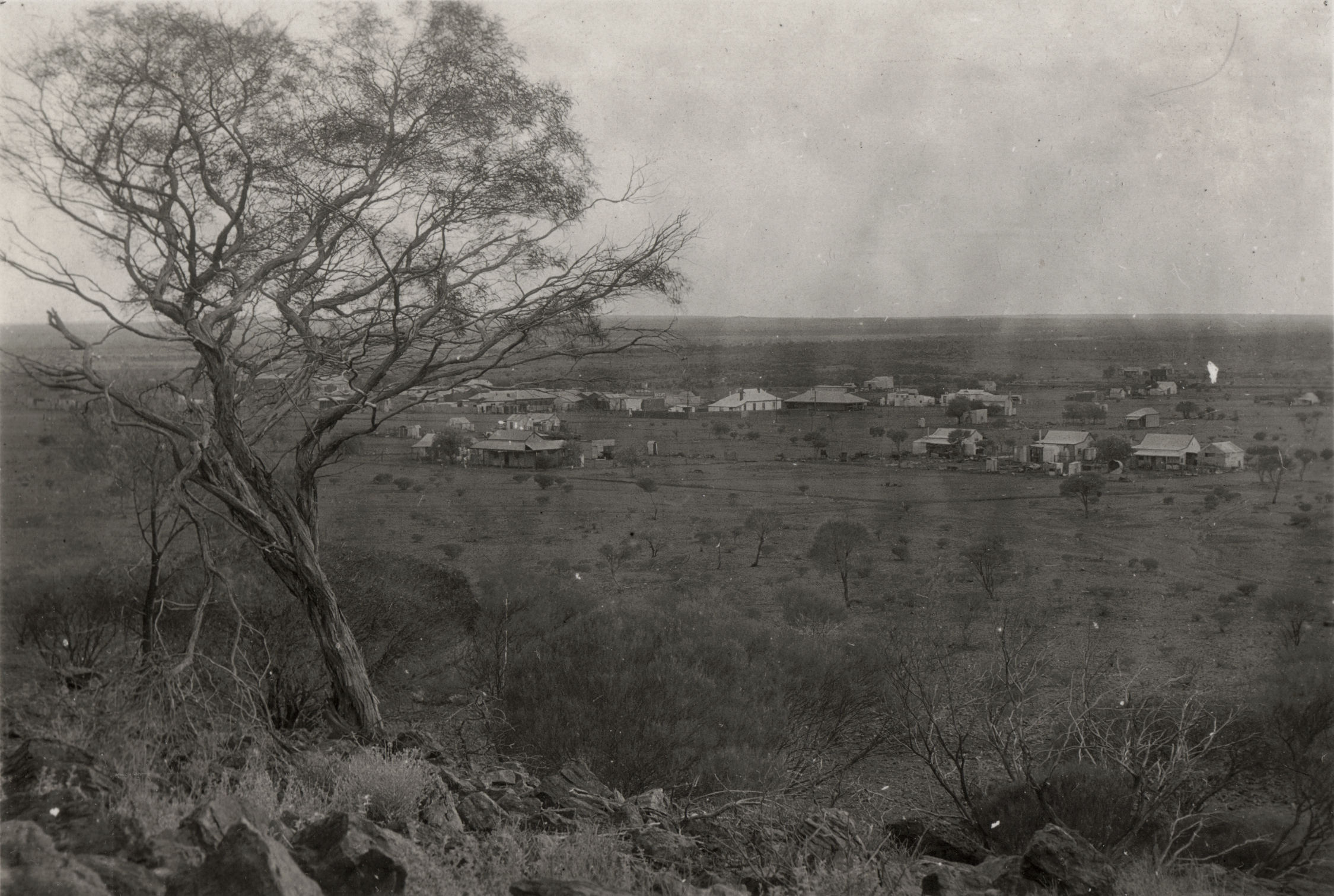
Laverton el 1930
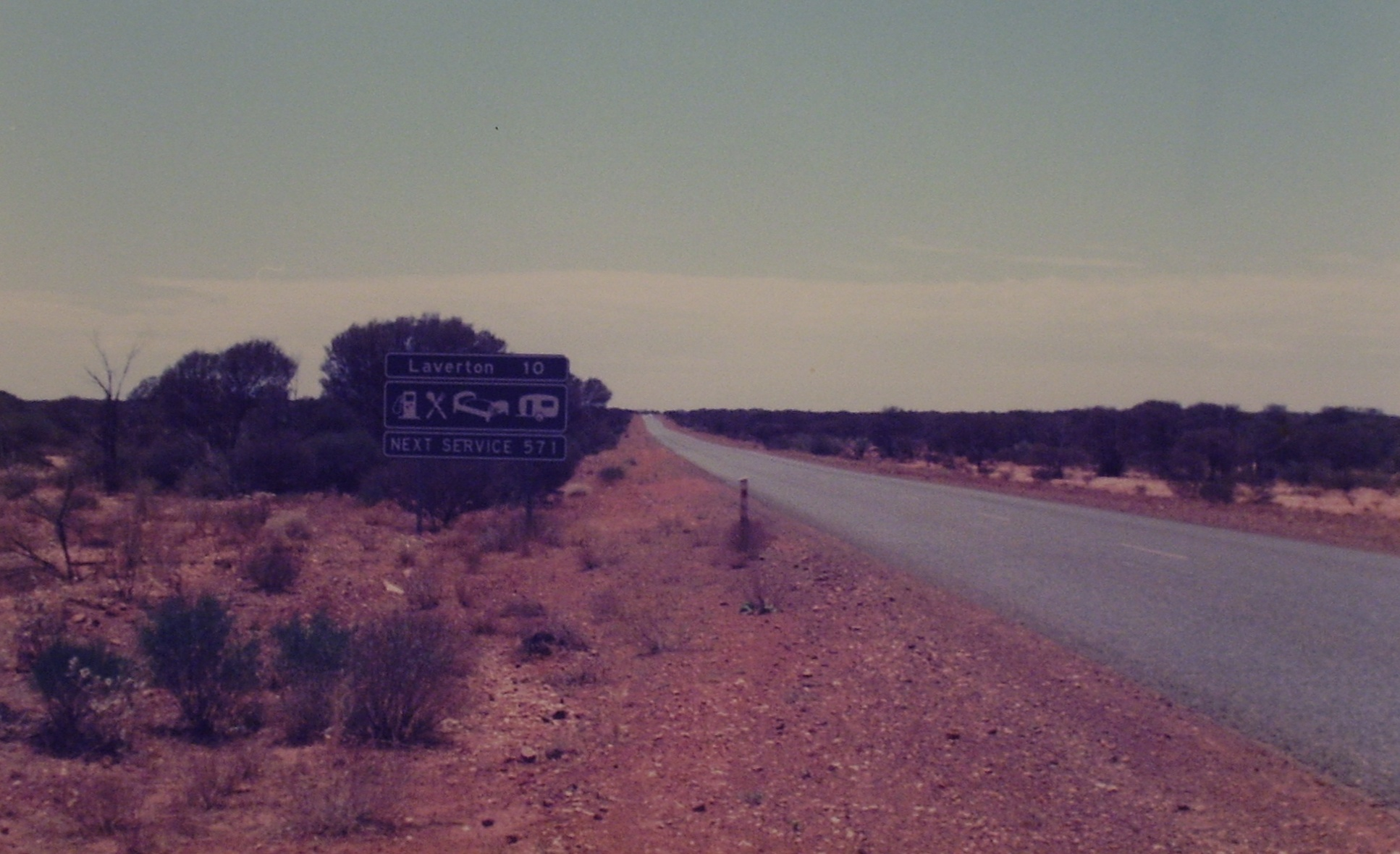
Carretera de Laverton